# Aartsbisschoppelijk Paleis van Kroměříž
Het Aartsbisschoppelijk paleis te Kroměříž (Tsjechisch: Arcibiskupský zámek Kroměříž) is, samen met het bijbehorende park, sinds 1998 opgenomen in de Werelderfgoedlijst van UNESCO. Het paleis staat in de Tsjechische plaats Kroměříž.
Het paleis is sinds het begin van de 16e eeuw de residentie voor de bisschoppen van Olomouc. Het is gebouwd op de plaats van een vroegere gotische burcht die stamde uit de tijd van het Groot-Moravische Rijk.
Na de verwoestingen van de Dertigjarige Oorlog is het paleis in de huidige vorm gebouwd vanaf 1686 naar een ontwerp van de Weense architecten Filiberto Lucchese en Giovanni Pietro Tencalla in barokstijl. Ook het park en de bloementuin stammen uit deze tijd.